# 日本原子力發電
日本原子力發電（日语：日本原子力発電，縮寫JAPC）是日本的核能發電公司，略称为原電、日本原電。日本原子力發電成立於1957年，建造了日本第一座核电站东海核电站，目前該公司拥有东海第二核电站和敦賀發電廠两座核电站、两部核電机组。
原電的股東包括9大電力会社和电源开发，公司成立目的是建造日本第一座核电站东海核电站，在日本引入商用核能發電。

## 成立
1957年5月九大電力会社 (北海道、東北、東京、中部、關西、中國、四國、九州電力)提议出資成立“原子力发电振興会社”，由于九大電力会社考慮由私部門進行核電開發，時任原子力委員會主席正力松太郎支持该路线。但另一方面，同年7月，政府主導成立的电源开发公司發表意見書，呼籲由政府主導核電開發。此外，時任經濟企劃廳長官的河野一郎支持政府主導的開發政策，與正力發生衝突。最終，正力接受了河野的意見，由九大電力会社与电源开发分别出资80%、20%，成立了日本原子力發電。

## 年表
- 1957年（昭和32年）11月1日 - 日本原子力發電設立。
- 1960年（昭和35年）1月16日 - 东海核电站動工。
- 1966年（昭和41年）
  - 4月22日 - 敦賀發電廠動工。
  - 7月25日 - 东海核电站1号機開始运营。
- 1970年（昭和45年）3月14日 - 敦賀發電廠1号機開始运营。
- 1973年（昭和48年）6月1日 - 东海第二核电站動工。
- 1978年（昭和53年）11月28日 - 东海第二核电站1号機開始运营。
- 1981年（昭和56年）4月1日 - 敦賀發電廠1号機因事故停止运转。
- 1982年（昭和57年）
  - 1月22日 - 敦賀發電廠1号機重启运转。
  - 4月20日 - 敦賀發電廠2号機動工。
- 1987年（昭和62年）2月17日 - 敦賀發電廠2号機開始运营。
- 1998年（平成10年）3月31日 - 东海核电站1号機停止运转。
- 2001年（平成13年）12月4日 - 东海核电站除役手续开始。
- 2004年（平成16年）7月2日 - 敦賀發電廠3、4号機建設準備工事開始。
- 2011年（平成23年）
  - 3月11日 - 东海第二核电站1号機因東北地方太平洋沖地震受损自動停止[4]。
  - 5月2日 - 敦賀發電廠2号機冷却水放射线濃度上昇[5]，7日2号機停止运转[6]。
- 2013年（平成25年）5月 - 敦賀發電廠2号機正下方斷層「D-1破碎带」被判定为活断层[7]，重启运转困難度增加。15日，原電经原子能管制委員會，向原子力委員會专家会议提交抗議。
- 2014年（平成26年）
  - 1月 - 原子力委員會对敦賀發電廠用地内断層的再調查结束[8]。
  - 6月 - 原子力委員會召開專家會議，以確定敦賀核電廠2號機組正下方的断層是否為活断層[9]，最终维持活断層判定。

- 2015年（平成27年）4月 - 敦賀發電廠1号機废止[10]。

## 發電設備

### 運用中
| 名称               | 所在地             | 堆型       | 反應爐編號 | 单堆功率 (MW) | 运行開始年 | 備註 |
| ------------------ | ------------------ | ---------- | ---------- | ------------- | ---------- | --- |
| 東海第二核能發電廠 | 茨城縣那珂郡東海村 | 沸水反应堆 | 1          | 1100          | 1978       | 因東北地方太平洋近海地震停止運行。2018年10月18日安全提升工程計畫通過。2018年11月7日延役申請通過，延長使用年限20年。安全提升工程進行中。 |
| 敦賀核能發電廠     | 福井縣敦賀市       | 压水反应堆 | 2          | 1160          | 1987       | 因定期檢修停止運行。2017年11月5日依據新基準提出再啟用申請。                                                                             |

### 除役中
| 名称           | 所在地             | 堆型           | 反應爐編號 | 单堆功率 (MW) | 运行開始年 | 运行停止年 | 預定除役完成年 |
| -------------- | ------------------ | -------------- | ---------- | ------------- | ---------- | ---------- | -------------- |
| 東海核能發電廠 | 茨城縣那珂郡東海村 | 石墨氣冷反應爐 | 1          | 166           | 1966       | 1998       | 2025           |
| 敦賀核能發電廠 | 福井縣敦賀市       | 沸水反应堆     | 1          | 357           | 1970       | 2015       |                |

## 爭議事件
- 数据窜改（2007年）

經濟產業省提出的報告書统计15項数据窜改、隠蔽问题，原電为此向关西电力和福井县道歉。
- 情報漏洩（2007年）

敦賀發電站技術相關文件和照片等共計482件商業情報從一名員工的個人電腦洩漏到公用網路上。
- 放射性廢弃物铁桶（2009年）

在新潟市的工業廢物處理設施中發現了標有“日本原子力发电有限公司東海發電廠”和“放射性廢物”的铁桶，事后发现這些铁桶是製造商製造的原型，内部沒有檢測到放射线污染。
- 无否决权发言事件（2018年）

2018年11月7日东海第二核电站延長使用年限通过后，原電副社長和智信隆对东海第二核电站重启问题，表示原電与周边6个自治体的新協議中「周边自治体沒有否決權」，同月24日和智对此发言道歉。
- 资料变更（2020年）

2020年敦賀發電廠2号機重启審查被发现地質资料变更。原子力委員會同年2月12日严正批评原電，12月原電提交更正資料後恢復審查。2023年3月發現地層觀測出現錯誤，原電被要求於同年8月末前重新提交資料。